# Sterkia clementina
Sterkia clementina es una especie de molusco gasterópodo de la familia Chondrinidae en el orden de los Stylommatophora.

## Distribución geográfica
Es  endémica de los Estados Unidos.